# Herman Wouk
Herman Wouk (New York, 27 mei 1915 – Palm Springs (Californië), 17 mei 2019) was een Joods-Amerikaans schrijver.

## Leven en werk
Wouk stamde uit een Joods-Russische immigrantenfamilie en groeide op in The Bronx. Na zijn studie aan Columbia University werkte hij als tekstschrijver voor de radio en tijdens de Tweede Wereldoorlog diende hij als marine-officier in het Stille Zuidzee-gebied. Na de oorlog debuteerde hij met Aurora Dawn (1947), een satire over de wereld van de radio en zijn magnaten. Een jaar later volgde City Boy (1948; Nederlands: Stadskind), een met veel humor verteld verhaal over een 11-jarige jongen in The Bronx.
In latere jaren schreef Wouk diverse bestsellers die door de literaire kritiek echter minder serieus werden genomen. Het meest bekend werd wel The Caine Mutiny (1951, Nederlands: Muiterij op de Caine), de geschiedenis van een muiterij tegen een laaghartige kapitein aan boord van een Amerikaanse torpedojager tijdens de Tweede Wereldoorlog. Voor dit boek ontving hij in 1952 de Pulitzerprijs. De roman werd in 1954 als verfilmd met Humphrey Bogart in de hoofdrol.
Internationaal succes had Wouk ook met The Winds of War (1968, Nederlands: Wereldbrand), over twee families die verscheurd worden in de maalstroom van de oorlog.
Wouk woonde met zijn vrouw in Palm Springs (Californië). Niettegenstaande zijn hoge leeftijd publiceerde hij nog steeds met regelmaat nieuwe werken, laatstelijk in 2015, op 100-jarige leeftijd.
Wouk werd 103 jaar oud en werd begraven in de Joodse begraafplaats Beth David Cemetery in Elmont.

## Bibliografie

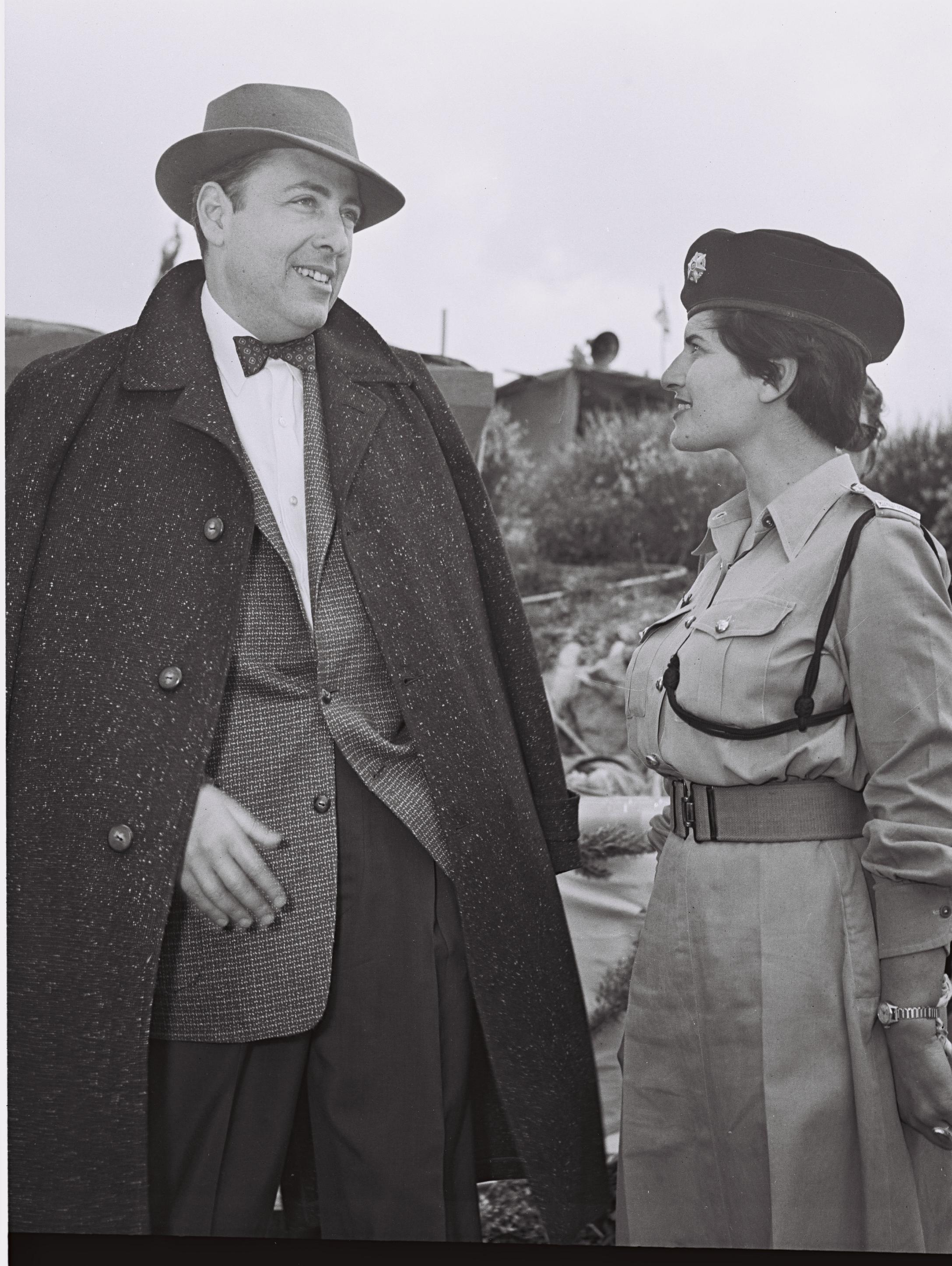
Herman Wouk in Jerusalem, 1955